# Trigonia
Trigonia là một chi thực vật có hoa trong họ Trigoniaceae.

## Loài
Chi Trigonia gồm các loài: